# Saalschutz
Saalschutz bezeichnet den Schutz vor Störungen einer in einem Saal stattfindenden Veranstaltung sowie die Gesamtheit bei einer Veranstaltung eingesetzten Saalordner. Aufgabe des Saalschutzes war es auch – insbesondere in der Weimarer Republik – Parteiversammlungen und politische Veranstaltungen durch eigene Parteimitglieder zu bewachen und vor fremden Randalierern durch Einsatz physischer Gewalt zu beschützen.

## Beispiele
- Während der Weimarer Republik setzten die verschiedenen politischen Gruppierungen dafür häufig organisierte, milizähnliche Verbände ein, etwa den Rotfrontkämpferbund, das Reichsbanner Schwarz-Rot-Gold, oder den Stahlhelm.[2] Die mit dem Saalschutz beauftragten Gruppen griffen außerdem mitunter Veranstaltungen der politischen Feinde gewaltsam an.[3]
- Für die NSDAP gründete Emil Maurice im Februar 1920[4] unter der Bezeichnung Saalschutz eine Schlägertruppe von zunächst 300 Mann zum „Schutz“ der parteieigenen Veranstaltungen; dabei wurden anwesende Gegner systematisch provoziert und schließlich aus dem Saal geprügelt. Aus diesem Saalschutz ging 1921 die SA hervor.[5]
- Auch der Stoßtrupp Adolf Hitler war 1923 unter anderem mit Saalschutz-Aufgaben betraut. Er gilt als die Keimzelle der SS.
- Ab 1974 übernahmen Mitglieder der 1980 verbotenen Wehrsportgruppe Hoffmann den Saalschutz für verschiedene rechtsextreme Veranstaltungen.
- Die als linkes Satireprojekt gegründete Burschenschaft Hysteria tritt seit 2016 als Saalschutz insbesondere für Stefanie Sargnagel auf.